# Juan d'Aguila
Pour les articles homonymes, voir Del Águila.
 (octobre 2008).
Si vous disposez d'ouvrages ou d'articles de référence ou si vous connaissez des sites web de qualité traitant du thème abordé ici, merci de compléter l'article en donnant les références utiles à sa vérifiabilité et en les liant à la section « Notes et références ».
 Juan d'Aguila (en espagnol : Frey Juan Del Águila y Arellano) est un général espagnol, né à Ávila en 1545 et mort à La Corogne en août 1602.

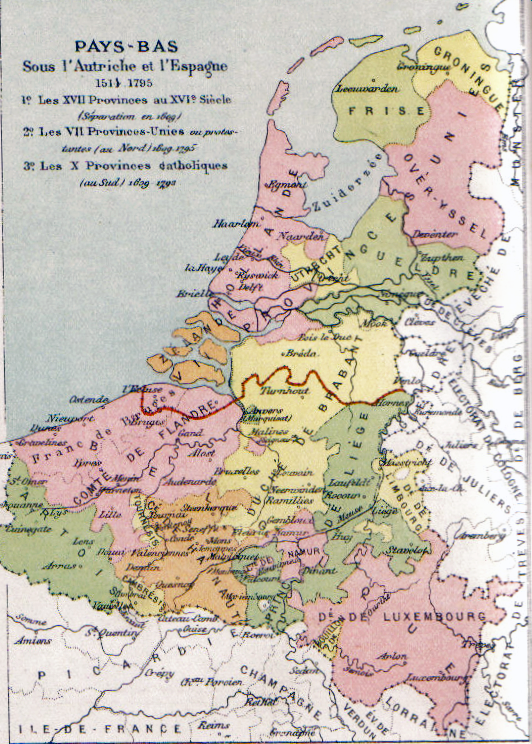
Les Pays-Bas espagnols.

## Expédition de secours à Malte
En 1563, à l’âge de 18 ans, il est repéré par Gonzalo de Bracamonte, chef des tercios envoyés en Sicile. Il fait partie du contingent envoyé pour secourir Malte, assiégée par les Ottomans en 1565. L'année suivante, il est envoyé en Corse pour aider les forces génoises, qui essayaient d'écraser la rébellion dirigée par Sampiero Corso.

## Campagne aux Pays-Bas espagnols
En 1567, il fait partie des tercios de Sicile envoyés en Flandres. En 1569, Pedro González de Mendoza le nomme lieutenant de sa compagnie de tercios. Il prend part à la bataille de Mook.
En mai 1577, à la suite de la signature de l'édit perpétuel qui vise à pacifier les Pays-Bas espagnols, sa compagnie doit abandonner Maastricht pour la Lombardie. Cette édit est un échec et en août de la même année le gouverneur Juan d'Autriche réclame de nouveau sa présence pour pacifier les Flandres. Le décès de son général, Julián Romero, retarda son départ jusqu'à l'automne.
En 1578, à la suite de la mort de Juan d'Autriche, le nouveau gouverneur, Alexandre Farnèse, retire les troupes de Juan d'Aguila en 1580 après négociations avec les Wallons. Mais deux ans plus tard en 1582, Juan d'Aguila revient avec sa compagnie de tercios. En 1586, ceux-ci prennent part aux conquêtes de Grave (6 juin), de Neuss (26 juillet), d'Alpen (13 août) et de Zutphen (12 octobre), en obligeant l'armée anglaise qui assiégeait la ville à lever le camp.

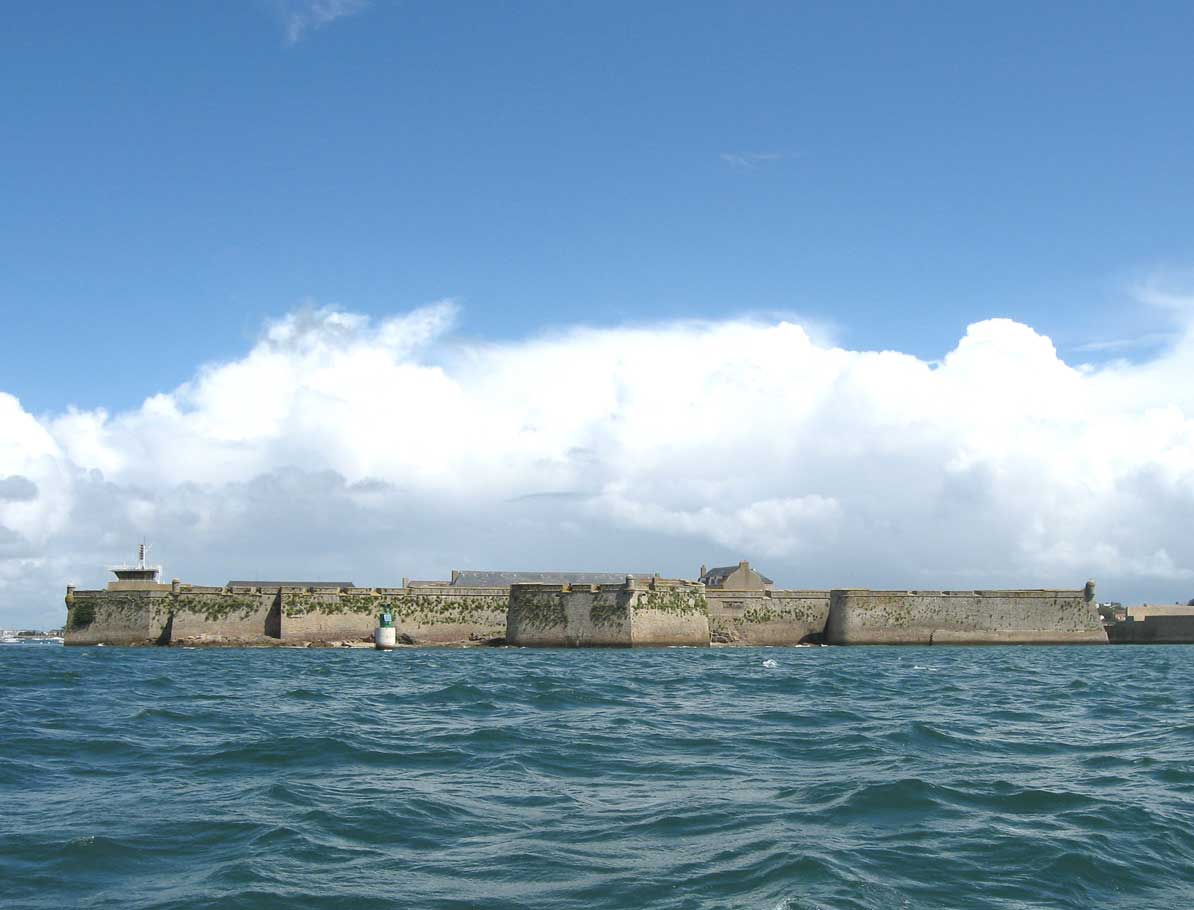
La citadelle de Port-Louis, construite sous les ordres de Juan d'Aguila.

## Expédition en Bretagne
En 1590, après l’assassinat du duc de Guise, Mercœur, gouverneur de Bretagne, se révolte contre l’accession au trône du protestant Henri de Navarre et obtient l’aide du roi Philippe II d'Espagne. Ce dernier lui envoie quelques milliers de fantassins espagnols qui débarquent au Blavet (futur Port-Louis), sous le commandement de Juan d'Aguila. Jérôme d'Arradon qui s'était vu confier par Mercœur le commandement d'Hennebont et de Blavet réalisa vite que les Espagnols se conduisaient en conquérants et ne reconnaissaient pas d'autre autorité que celle de leur roi, Philippe II.
En 1591, Juan d'Aguila fait entreprendre la construction de la citadelle de Blavet, travaux supervisés par Cristóbal de Rojas (1555-1614), ingénieur des fortifications de Cadix. La citadelle est baptisée « fuerte del Aguila » (« fort d'Aguila »). En 1598, la paix de Vervins met fin à l’occupation espagnole et les États de Bretagne demandent sa démolition. La destruction n'est cependant pas complète et on laisse subsister deux bastions, une courtine, les piles du pont, les casernes, deux corps de garde et la chapelle.

## Expédition en Irlande
En 1601, Juan d'Aguila débarque à la tête d'un corps expéditionnaire espagnol à Kinsale en Irlande pour venir en aide aux insurgés irlandais catholiques. Mais les forces anglaises battent les forces coalisées irlandaises et espagnoles et Juan d'Aguila capitule devant Lord Mountjoy le 12 janvier 1602.
Le 13 mars Juan d'Aguila rembarque avec ses troupes pour La Corogne. À son retour, il est mis en résidence surveillée.
Il meurt en août de la même année et est enterré dans le village de Berraco, dans l'évêché d'Ávila, où il avait été élevé.